# Norma Pons
Norma Delia Orizi, conocida artísticamente como Norma Pons (Rosario, 18 de agosto de 1943-Buenos Aires, 29 de abril de 2014) fue una actriz y vedette argentina. Era hermana mayor de la también vedette Mimí Pons.

## Carrera

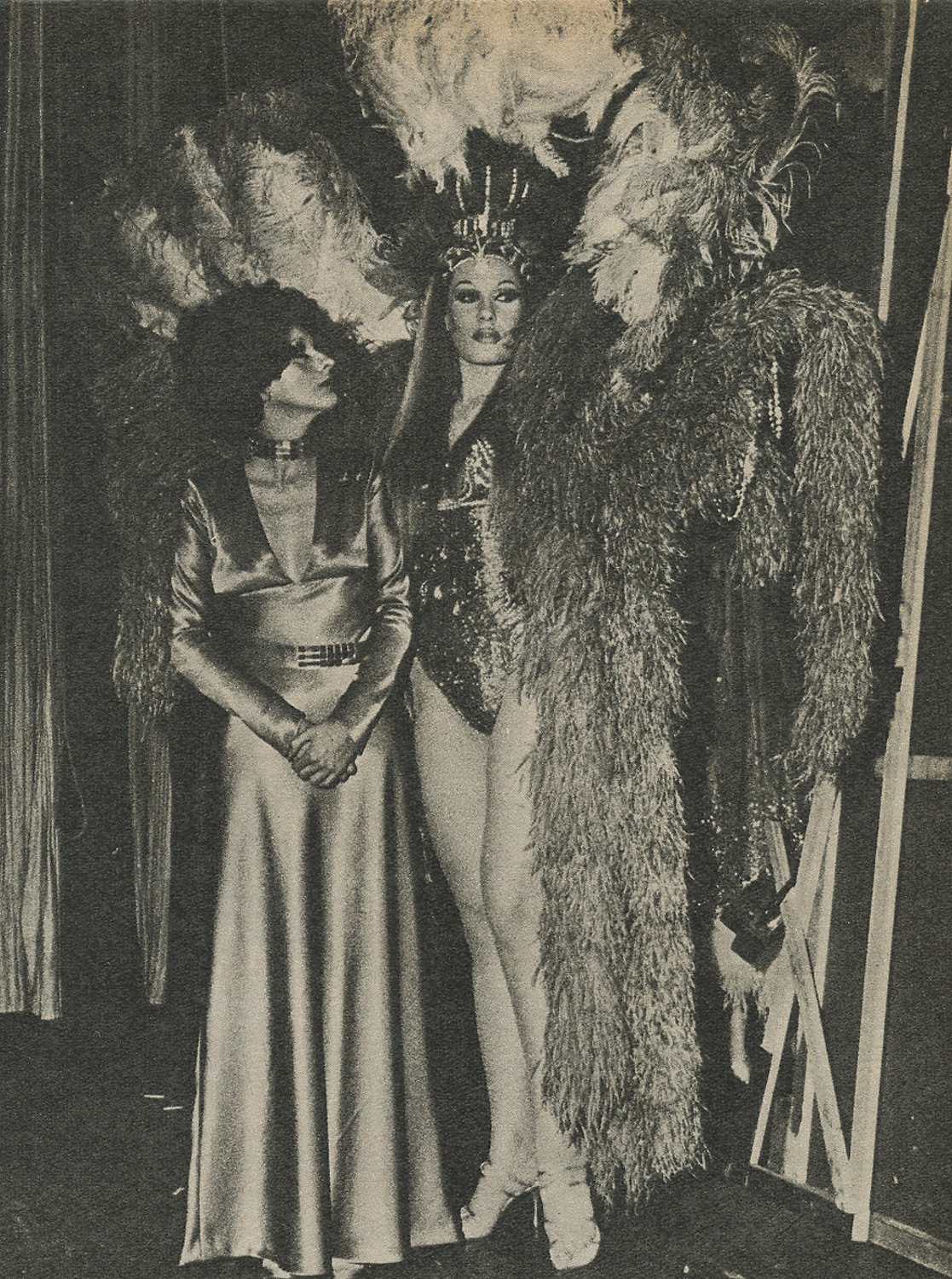
Norma Pons y Nacha Guevara en el Teatro Maipo, 1970

Junto a su hermana Mimí actuó en radioteatros en Rosario a los 14 años.
Luego de concurrir a Canal 13 durante la emisión del programa cómico Los trabajos de Marrone, Pepito Marrone las llevó al teatro de revistas. En 1969, en Buenos Aires, las hermanas Pons se transformaron en cabeza de espectáculos de revistas debido a su gran belleza y atractivas piernas, iniciándose junto al gran capocómico José Marrone en el Teatro Maipo con quien hizo decenas de revistas, entre ellas Aleluya Hollywood junto a Alberto Olmedo y a su hermana. Luego tuvieron varias participaciones en diversos films. Estudió teatro con Agustín Alezzo, Rodolfo Graziano y L. D. Pedreira.
En los años ochenta llamó la atención sus dotes como actriz de comedia en Fin de semana de Noel Coward dirigida por China Zorrilla, quien posteriormente la dirigió en La mujer invisible junto a Inda Ledesma.
En cine se lució junto a primeras figuras de la escena nacional como Fidel Pintos, Cipe Lincovsky, José Cibrián, Jorge Porcel, Alberto Fernández de Rosa, Amelia Bence, Juan Carlos Calabró, Gogó Andreu, Javier Portales, Susana Campos, entre muchos otros.
Desde fines de los años ochenta, se convirtió en la gran figura femenina del programa de Antonio Gasalla.
En 1996, su actuación mereció el premio Martín Fierro a la mejor actriz cómica y tuvo tres nominaciones más en el mismo rubro.
Asimismo, participó en Los machos, Situación límite y Franco Buenaventura, el profe.
En 2007, interpretó a Olga en la versión argentina de Bewitched, remplazando a Adriana Aizemberg. Formó parte del elenco de Aquí no hay quien viva durante el 2008.
En cine se destacó en Sotto voce (1996), cuya actuación le mereció el premio Cóndor de Plata a la mejor actriz de reparto.
En 2010 protagonizó la obra Las chicas del calendario en teatro La Comedia. Pons continuó actuando para la televisión y apareció en El hombre de tu vida (2011) junto a Guillermo Francella, y Maltratadas (2011).
En 2014 recibió el premio Estrella de Mar de Oro.

## Fallecimiento
El martes 29 de abril de 2014, Pons fue encontrada sin vida en su departamento por su hermana Mimí, sentada y apoyando su cabeza sobre su escritorio. Tenía 70 años. Al momento de su muerte estaba comprometida para concursar en el segmento «Bailando por un sueño», del programa de televisión ShowMatch. Su último trabajo fue emitido la noche anterior a su muerte, actuando en la inauguración de dicho ciclo. Su muerte se debió a un infarto cardíaco mientras dormía en su hogar.
Su cuerpo fue velado en el Salón Juan Domingo Perón de la Legislatura de la Ciudad de Buenos Aires donde la despidieron ex vedettes como Moria Casán, Mimí Ardú, Amelita Vargas, la actriz Emilia Mazer y el coreógrafo Aníbal Pachano. Sus restos descansan en el Panteón de la Asociación Argentina de Actores del Cementerio de la Chacarita.

## Cine
| Año  | Título                              |
| ---- | ----------------------------------- |
| 1968 | Mannequin... alta tensión           |
| 1969 | El bulín                            |
| 1969 | Los debutantes en el amor           |
| 1970 | El hombre del año                   |
| 1974 | Crimen en el hotel alojamiento      |
| 1976 | Adiós Sui Generis                   |
| 1976 | La guerra de los sostenes           |
| 1980 | La noche viene movida               |
| 1996 | Sotto voce                          |
| 2003 | Sola, como en silencio              |
| 2006 | Génesis (cortometraje)              |
| 2008 | El cine de Maite                    |
| 2009 | Esa soy yo                          |
| 2010 | Franzie                             |
| 2010 | Intolerancia (cortometraje para TV) |
| 2011 | Hermanitos del fin del mundo        |
| 2012 | El pozo                             |
| 2019 | A oscuras                           |

## Televisión

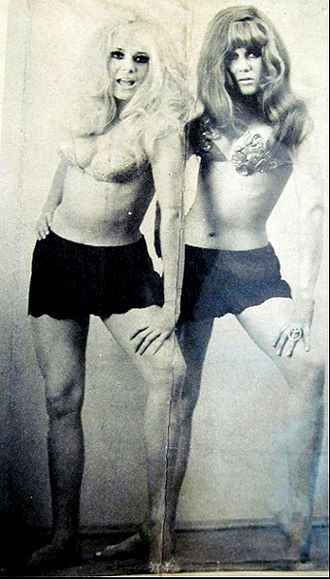
Mimí Pons y Norma Pons en 1970.

| Año  | Título                                            | Canal      | Personaje/rol                             |
| ---- | ------------------------------------------------- | ---------- | ----------------------------------------- |
| 1973 | Humorisqueta                                      | Canal 9    | personajes varios                         |
| 1988 | Ella contra mí                                    | Canal 9    | Malena                                    |
| 1988 | Gasalla                                           | ATC        |                                           |
| 1990 | El Mundo de Antonio Gasalla                       | ATC        |                                           |
| 1991 | Gasalla 91                                        | América TV |                                           |
| 1995 | El Palacio de la Risa                             | Canal 13   |                                           |
| 1998 | Gasalla en Libertad                               | Canal 9    |                                           |
| 2002 | Franco Buenaventura, el profe                     | Telefé     | Nina Buenaventura                         |
| 2003 | La peluquería de don Mateo                        | América TV |                                           |
| 2004 | El deseo                                          | Telefé     | Amiga de Carmen                           |
| 2005 | Una familia especial                              | Canal 13   | Lucía                                     |
| 2007 | Hechizada                                         | Telefé     | Olga                                      |
| 2008 | Aquí no hay quien viva                            | Telefé     | Nélida Turienso                           |
| 2011 | Los Únicos                                        | Canal 13   | Olga Huertas                              |
| 2011 | El hombre de tu vida                              | Telefé     | Dora del Bianco                           |
| 2011 | Maltratadas                                       | América TV | Beatriz                                   |
| 2011 | Vindica                                           | América TV | 5 episodios                               |
| 2011 | Historias de la primera vez                       | América TV | Beatriz                                   |
| 2011 | Todas a mí                                        | América TV | Edubina                                   |
| 2013 | Farsantes                                         | Canal 13   | Esther                                    |
| 2013 | Historias de corazón (cap 1. Tarjetas personales) | Telefé     | Zulma García                              |
| 2014 | La celebración                                    | Telefé     | Mimicha                                   |
| 2014 | Bailando por un sueño 2014 (primer programa)      | Canal 13   | Mirta (tía de Marcelo Tinelli), y jurado. |

## Teatro
| Año         | Título                                                |
| ----------- | ----------------------------------------------------- |
| 1965        | Chin chin... verano y soda                            |
| 1965        | Vos que lo tenés, cuidalo                             |
| 1965        | Prohibido                                             |
| 1965        | Chin Chin... verano y soda                            |
| 1966        | Los coristas rebeldes                                 |
| 1966        | Arriba las polleras                                   |
| 1967        | Si no es Maipo no es revista                          |
| 1969        | El Maipo en luna nueva                                |
| 1970        | El Maipo esta piantao                                 |
| 1971        | Oh Calcutta' Al Uso Nostro                            |
| 1971        | Ruido de aplausos                                     |
| 1971        | Nerón vuelve                                          |
| 1973        | ¡Chau!...te esperamos en el Cómico                    |
| 1974        | ¡Diferentes!                                          |
| 1975        | Aleluya Buenos Aires                                  |
| 1976        | Los verdes están en el Maipo                          |
| 1978        | Por siempre Maipo                                     |
| 1978        | La revista de champagne                               |
| 1980        | Mi complejo con el champagne                          |
| 1986        | Sugar con Susana Gimenez. Dirección: Mario Morgan.    |
| 1987        | Gasalla es el Maipo y el Maipo es Gasalla             |
| 1988        | Gasalla en el Lido                                    |
| 1989        | Fiebre de heno                                        |
| 1991        | Familia de artistas                                   |
| 1992        | El mundo de Antonio Gasalla                           |
| 1995        | La mujer invisible                                    |
| 1996        | Flores de acero                                       |
| 1997        | Cocinando con Elisa                                   |
| 1998        | Pum                                                   |
| 2001        | Brujas                                                |
| 2003        | Picadillo de carne con Antonio Gasalla.               |
| 2004        | Vengo por el aviso                                    |
| 2005        | Volvió una noche                                      |
| 2006        | Operación jajá recargada Dirección: Gerardo Sofovich. |
| 2008        | Secreto entre mujeres                                 |
| 2009        | Cash                                                  |
| 2009        | Doña Flor y sus dos maridos                           |
| 2009        | Nosotras que nos queremos tanto                       |
| 2010        | Las chicas del calendario                             |
| 2011        | Departamento por un día                               |
| 2012 - 2013 | Ocho mujeres                                          |
| 2013 - 2014 | La casa de Bernarda Alba                              |

## Premios
| Año  | Premios                          | Categoría                                     | Obra                            | Resultado |
| ---- | -------------------------------- | --------------------------------------------- | ------------------------------- | --------- |
| 1991 | Premios Martín Fierro            | Mejor Actriz Cómica                           | Gasalla 91                      | Nominada  |
| 1993 | Premios Martín Fierro            | Mejor Actriz Cómica                           | El Palacio de la Risa           | Nominada  |
| 1995 | Premios ACE                      | Mejor Actriz protagónica de comedia           | La Mujer Invisible              | Ganadora  |
| 1995 | Premios Martín Fierro            | Mejor Actriz Cómica                           | El Palacio de la Risa           | Nominada  |
| 1996 | Premios Martín Fierro            | Mejor Actriz Cómica                           | El Palacio de la Risa           | Ganadora  |
| 1997 | Premios Cóndor de Plata          | Mejor Actriz de Reparto                       | Sotto Voce                      | Ganadora  |
| 2001 | Premio Konex - Diploma al Mérito | Actriz de Televisión                          | Trayectoria en la última década | Ganadora  |
| 2002 | Premios Martín Fierro            | Mejor Actriz de Reparto                       | Franco Buenaventura, El Profe   | Nominada  |
| 2005 | Premios Carlos                   | Mejor Actriz                                  | Vengo por el Aviso              | Ganadora  |
| 2005 | Premios Carlos                   | Premio de oro                                 | Norma Pons                      | Ganadora  |
| 2005 | Premios Martín Fierro            | Mejor Actriz de Reparto en Comedia            | Una Familia Especial            | Nominada  |
| 2014 | Premios Estrella de Mar          | Mejor actuación protagónica femenina de drama | La casa de Bernarda Alba        | Ganadora  |
| 2014 | Premios Estrella de Mar          | Premio de oro                                 | Norma Pons                      | Ganadora  |